# Stawek-Kolonia
Stawek-Kolonia – kolonia w Polsce położona w województwie lubelskim, w powiecie łęczyńskim, w gminie Cyców.
W latach 1975–1998 miejscowość należała administracyjnie do województwa chełmskiego.